# Kulltjärnen (Fjällsjö socken, Ångermanland)
Kulltjärnen är en sjö i Strömsunds kommun i Ångermanland och ingår i Ångermanälvens huvudavrinningsområde.